# Daydream (sång)
Daydream är en låt skriven av John Sebastian, utgiven av gruppen The Lovin' Spoonful, där Sebastian ingick, 1966. Låten blev en stor hitlåt för gruppen, och innebar deras genombrott i Europa, efter att de slagit igenom i USA med "Do You Beleive in Magic" 1965. Låten namngav deras andra studioalbum Daydream.
Sebastian har berättat att när han började skriva låten hade han först tänkt göra ett försök att skriva om The Supremes "Baby Love". Låten var en av ett 40-tal låtar som John Lennon hade i sin personliga jukebox, och den har sagts inspirera till Beatles-låten "Good Day Sunshine".
I februari 2020 uppträdde de tre överlevande originalmedlemmarna av Lovin' Spoonful, John Sebastian, Steve Boone och Joe Butler för första gången tillsammans sedan de blev invalda i Rock and Roll Hall of Fame år 2000. Konserten som hölls i Los Angeles avslutades med att de tre framförde "Daydream".

## Listplaceringar
| Lista (1966)   | Topplacering     |
| -------------- | ---------------- |
| Finland        | 20               |
| Frankrike      | 21               |
| Nederländerna  | 11               |
| Kanada         | 1                |
| Nya Zeeland    | 1 (NZ Listner)   |
| Storbritannien | 2                |
| Sverige        | 1 (Kvällstoppen) |
| Sverige        | 2 (Tio i topp)   |
| USA            | 2                |
| Vallonien      | 49               |
| Västtyskland   | 30               |